# Clingen
Clingen – miasto w Niemczech, w kraju związkowym Turyngia, w powiecie Kyffhäuser, wchodzi w skład wspólnoty administracyjnej Greußen.